# JVLIVS Prequel : Giulio
Albums de SCH
Autobahn
(2022) JVLIVS III
(2024)
Singles
1. Cannelloni
Sortie : 16 mai 2024
2. Prequel
Sortie : 2 juin 2024

JVLIVS Prequel : Giulio est le 6e album studio du rappeur français SCH, sorti le 31 mai 2024 sous le label Maison Baron Rouge.

## Sortie
Le 23 avril 2024, SCH annonce sur ses réseaux la sortie d'un nouvel album. Alors que l'attente du public et des médias sur la sortie d'un album de l'artiste portait sur un potentiel JVLIVS III, un tome 3 de la trilogie des JVLIVS entamée en 2018 avec le tome 1, un prequel est finalement annoncé à la sortie pour le 31 mai 2024.
Le 16 mai sort Cannelloni, le premier extrait du projet. Le 22 mai, SCH annonce la liste des titres sur ses réseaux sociaux. Le 19 juin, il annonce pour le lendemain la sortie de CEO et Adorable, deux titres bonus qu'il avait interprétés à Planète Rap, à l'occasion de la promotion de son album.

## Format
Tout comme les précédents tomes de JVLIVS, des interludes (au nombre de quatre) sont intégrées dans le projet. Contrairement aux précédents tomes, elle sont interprétées par Gérard Surugue et non pas par José Luccioni, décédé en 2022.

## Liste des titres
| No  | Titre                     | Compositeur(s)                               | Durée |
| --- | ------------------------- | -------------------------------------------- | ----- |
| 1.  | Le baptême                | Vito Bendinelli                              | 2:09  |
| 2.  | Prequel                   | 2K, Gancho                                   | 3:30  |
| 3.  | Crois-moi                 | Seezy, Mill Vibes                            | 4:30  |
| 4.  | Garcimore                 | 2K, Gancho                                   | 3:03  |
| 5.  | La recette                | Augustin Charnet, Seezy, SCH                 | 2:19  |
| 6.  | Cannelloni                | BBP                                          | 3:18  |
| 7.  | Les hommes aux yeux noirs | Geo On The Track                             | 3:33  |
| 8.  | Quoi                      | 2K, Gancho, Seezy                            | 2:47  |
| 9.  | Beaux arts                | 2K, Gancho                                   | 2:55  |
| 10. | La renaissance            | Augustin Charnet, Loubenski                  | 1:04  |
| 11. | Balafres                  | Vito Bendinelli, Woosbad                     | 3:16  |
| 12. | Gris                      | Heezy Lee, Timo                              | 2:58  |
| 13. | Ciel bleu                 | Yung Pha                                     | 4:30  |
| 14. | Jimmy Twice               | Geo On The Track                             | 3:11  |
| 15. | Hells Kitchen             | 2K, Gancho, Seezy                            | 2:53  |
| 16. | L'Opinel                  | Augustin Charnet, Guilherme Alves, Loubenski | 1:10  |
| 17. | Calabre                   | Manu Manu, Nassim H, Seezy, Zeg P            | 3:00  |
| 18. | Batterie vide             | Augustin Charnet, BKH, Rivblazing            | 4:36  |

| 19. | CEO      | 2K, Gancho, Kezah | 3:41 |
| 20. | Adorable | 2K, Gancho        | 3:09 |

## Réception

### Ventes
Trois jours après sa sortie, il est annoncé que le projet s'est écoulé à 25 529 copies. Après une semaine d’exploitation, il cumule 42 784 ventes. La semaine suivante, il devient disque d'or en France. Le 24 octobre 2024, l'album passe le cap des 100 000 ventes et est certifié album de platine.

## Clips vidéo
- Cannelloni : 16 mai 2024[9]
- Prequel : 2 juin 2024[10]
- Les hommes aux yeux noirs : 18 juillet 2024[11]
- Batterie vide : 17 octobre 2024[12]

## Titres certifiés en France
- Prequel :  Or
- Cannelloni :  Or[13]

## Classements et certifications

### Classement par pays
| Classements (2024)           | Meilleure position |
| ---------------------------- | ------------------ |
| Belgique (Flandre Ultratop)  | 118                |
| Belgique (Wallonie Ultratop) | 1                  |
| France (SNEP)                | 1                  |
| Suisse (Schweizer Hitparade) | 2                  |
| Suisse (Charts Romandie)     | -                  |

### Certifications et ventes
| Région        | Certification | Ventes/Streams |
| ------------- | ------------- | -------------- |
| France (SNEP) | Platine       | 100 000        |